# Alum Creek
Alum Creek is een plaats (census-designated place) in de Amerikaanse staat West Virginia, en valt bestuurlijk gezien onder Lincoln County.

## Demografie
Bij de volkstelling in 2000 werd het aantal inwoners vastgesteld op 1839.

## Geografie
Volgens het United States Census Bureau beslaat de plaats een oppervlakte van
44,5 km², geheel bestaande uit land. Alum Creek ligt op ongeveer 205 m boven zeeniveau.

## Plaatsen in de nabije omgeving
De onderstaande figuur toont nabijgelegen plaatsen in een straal van 16 km rond Alum Creek.